# Chironomus paragigas
Chironomus paragigas är en tvåvingeart som beskrevs av Reiss 1974. Chironomus paragigas ingår i släktet Chironomus och familjen fjädermyggor. Inga underarter finns listade i Catalogue of Life.